# Bengt Frendelius
Bengt Pewa Frendelius, född 27 januari 1938 i Borås, död 3 maj 1998 i Gustav Vasa församling, Stockholm var en svensk sportjournalist.
Frendelius anställdes 1967 på TV-sporten vid Sveriges Television och var verksam där i över 30 år. Han lockades dit av vännen Leif Forsberg. Han var från början bandredaktör och var sedan producent, reporter och kommentator. Frendelius var specialiserad på segling, alpint och freestyle. Under OS i Lillehammer 1994 kommenterade han Marie Lindgrens silvermedalj i freestylegrenen hopp. Hans sista kommentatorsuppdrag innan han drabbades av svår sjukdom var golftävlingen Compaq Open på Österåkers GK i augusti 1997.